# هاري دونكينسون
هاري دونكينسون (بالإنجليزية: Harry Dunkinson)‏ مواليد 16 ديسمبر 1876 في نيويورك، الولايات المتحدة - الوفاة 14 مارس 1936 في كاليفورنيا، هو ممثل أمريكي بدأ مسيرته الفنية سنة 1912. شارك في قرابة 141 فيلما. من أعماله الرصاصة النحاسية.

## روابط خارجية
- هاري دونكينسون على موقع IMDb (الإنجليزية)
- هاري دونكينسون على موقع قاعدة بيانات الفيلم (الإنجليزية)